# 嚴庚辛
嚴庚辛，陝西省西安府渭南縣人，清朝政治人物。同進士出身。
光緒十六年，登進士，同年五月，著主事，分部学习。光緒三十三年（1907年）三月，接替葛恩元。擔任江蘇荆溪縣知縣。后由謝成泌接任。